# Živorodka Wingeova
Živorodka Wingeova, česká synonyma gupka Endlerova, živorodka Endlerova (Poecilia wingei, slovensky: živorodka wingei, anglicky: Endlers livebearer, Endler guppy, "ELB"). Druh byl poprvé odebrán z laguny de Patos ve Venezuele Franklynem F. Bondem v roce 1937. Znovuobjeven Dr. Johnem Endlerem v roce 1975. Vědecky popsán v roce 2005 třemi ichtyology Fredem N. Poeserem, Michaelem Kempkesem a Isaäcem J. H. Isbrückerem. Ti na základě molekulárních údajů zveřejnili, že Poecilia wingei je na úrovni druhů oddělený taxon od P. reticulata a P. obscura. V roce 2014 H. Alexander a kol. publikovali referát, který vyvracel tvrzení a závěry Schoriese, Meyera a Schartla o Poecilia wingei jako samostatném druhu. Název P. wingei uznal dánský biolog Øjvind Winge (1886–1964), který pracoval na genetice Poecilia, vč. tohoto druhu.

## Popis
Samci mají zbarveni oranžové (hřbet a ploutve), černé (hřbet, bok a lemy ploutví), zelené (boky) a svítivě modré (břicho), střed ocasní ploutve je průhledný. Na hřbetní a ocasní ploutvi mají červené lemování. Podkladní barva ke krémová až pastelová. Barva samic je stříbrná, po stranách těla mají několik řad žlutých teček, samice z brakických vod mohou mít černé tečky. Samci jsou oproti samičkám menší, dorůstají do velikosti pouze 2,5 cm. Samice je výrazně větší, dorůstá 6,0 cm, maximálně 10,0 cm. Pohlaví ryb je snadno rozeznatelné: samci mají pohlavní orgán gonopodium, samice klasickou řitní ploutev.

### Poecilia wingeiCampoma
První populace, která dostala jméno P. wingei, byla objevena v roce 2005 ve venezuelském regionu Campoma Fredem Poeserem a Michaelem Kempkesem. Tato populace se nacházela v Laguna Campoma a v lagunách propojených s potoky. Poecilia wingei z oblasti Campoma je známá jako Campoma guppy. Fenotypy P. wingei získané z Campomy byly rozlišeny čísly od 1 do 70.

### Poecilia wingeiCumana
P. wingei z oblasti Cumana byla původně známá jako Endlerka a objevil ji v roce 1975 John Endler. Lokalita se nachází v Laguna Patos a v lagunách spojených potoky a kanály. V roce 2009 Schoriese, Meyer a Schartl publikovali článek, kterým rozšířili definici P. wingei o tento druh Endlerky. Většina P. wingei z oblasti Cumana, která se nachází u akvaristů, pochází z těch, které shromáždil Armando Pau, a které byly dál vyšlechtěny a distribuovány akvaristou Adrianem Hernandezem. P. wingei z oblasti Cumana je známá jako Cumana guppy.

### Poecilia wingeiEl Tigre
Varianta El Tigre jsou P. wingei shromážděné z El Tigre v oblasti Campoma ve Venezuele. Tok El Tigre není propojen s Laguna Campoma, takže ryby El Tigre patří do samostatné populace (druhu). Všechny El Tigre, které jsou chovány, pocházejí z těch, které shromáždil Phil Voisin. Ryby, resp. samci mají výrazně černou podkladovou barvu.

## Šlechtění
Barevně jsou tyto rybky stálé. V Německu se s chovanými rybami soutěží, podobně jako se šlechtěnými živorodkami duhovými. Chovatelé vyšlechtili četné linie se specifickými vzory a barvami, jako je červené tělo, černě pruhovaná, páv, tygrovaná, hadí, žlutý meč atd.

### Hybridi
Pokud dojde ke spáření s jinými druhy živorodek, např. živorodka Kempkesiho, živorodka duhová. Vznikají hybridní formy, které se dál mohou rozmnožovat. Mnoho ryb prodávaných v obchodech, na burzách, jako Endlerky, jsou ve skutečnosti tito hybridy.

## Biotop
Ryba žije v Jižní Americe, ve Venezuele, v Laguna de los Patos u Cumana, El Tigre a Laguna Campoma v oblasti Campoma.

## Chov v akváriu
- Chov ryby: Nenáročná, snadno se množící ryba, vhodná buď do společenských akvárií se stejně velkými rybami, nebo do jednodruhového akvária. Je vhodné ji chovat v hejnu.[3]
- Teplota vody: 23–27 °C[3]
- Kyselost vody: 7,0–8,0 pH[3]
- Tvrdost vody: 9–25° dGH[3]
- Krmení: Jedná se o všežravou rybu, preferuje živou potravu, přijímá také vločkové, nebo mražené krmivo. Pro dobré vybarvení a růst by strava měla být pestrá.[3]
- Rozmnožování: Březost trvá 25 dní. Samice mají před porodem černou skvrnu u řitní ploutve a hranaté velké bříško. Rodí přibližně 10–30 mláďat, podle velikosti samice. Potěr ihned přijímá běžnou potravu přiměřené velikosti, např. žábronožky. Ryby dospívají velmi rychle, během několika týdnů.

## Galerie

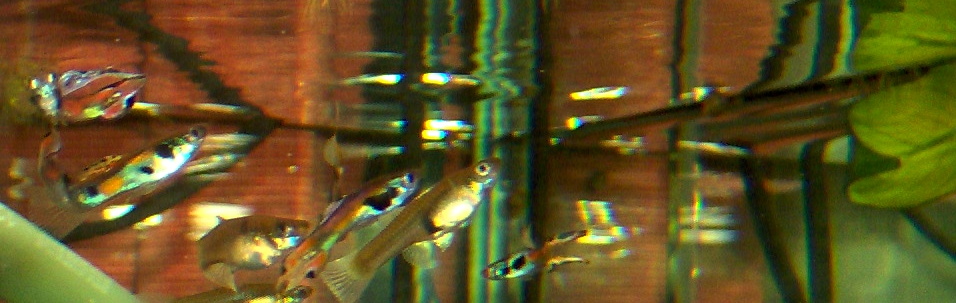
Poecilia wingei, hejno
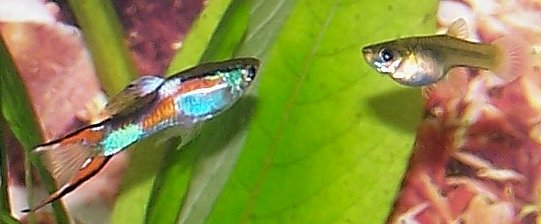
Poecilia wingei
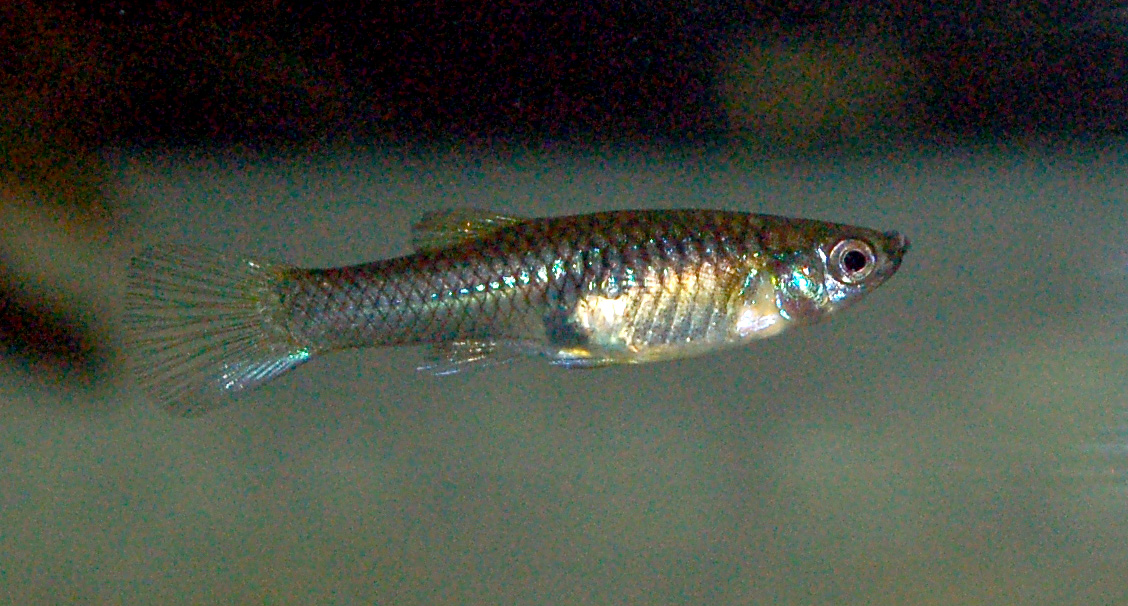
Poecilia wingei, samice
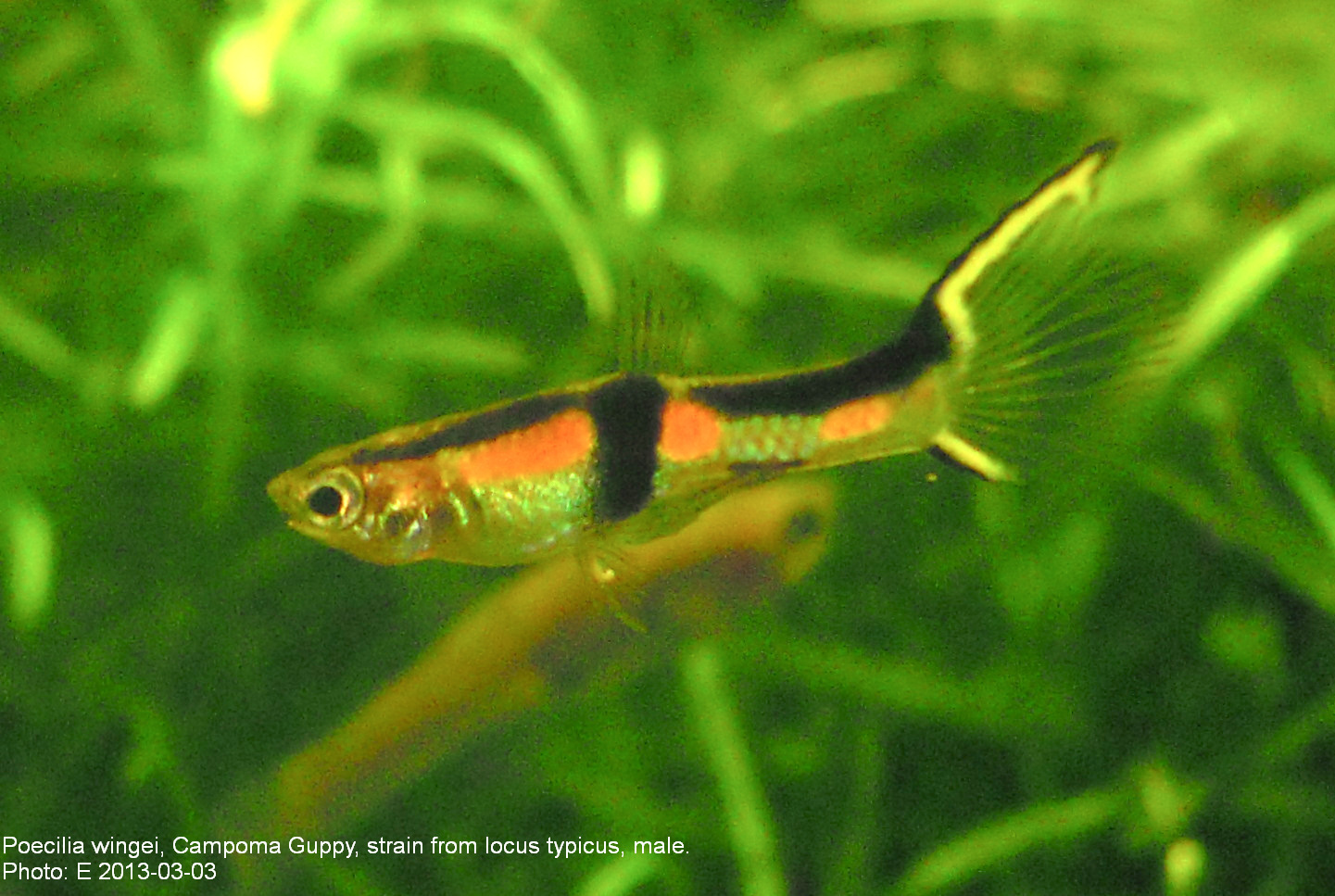
Poecilia wingei, Campoma guppy
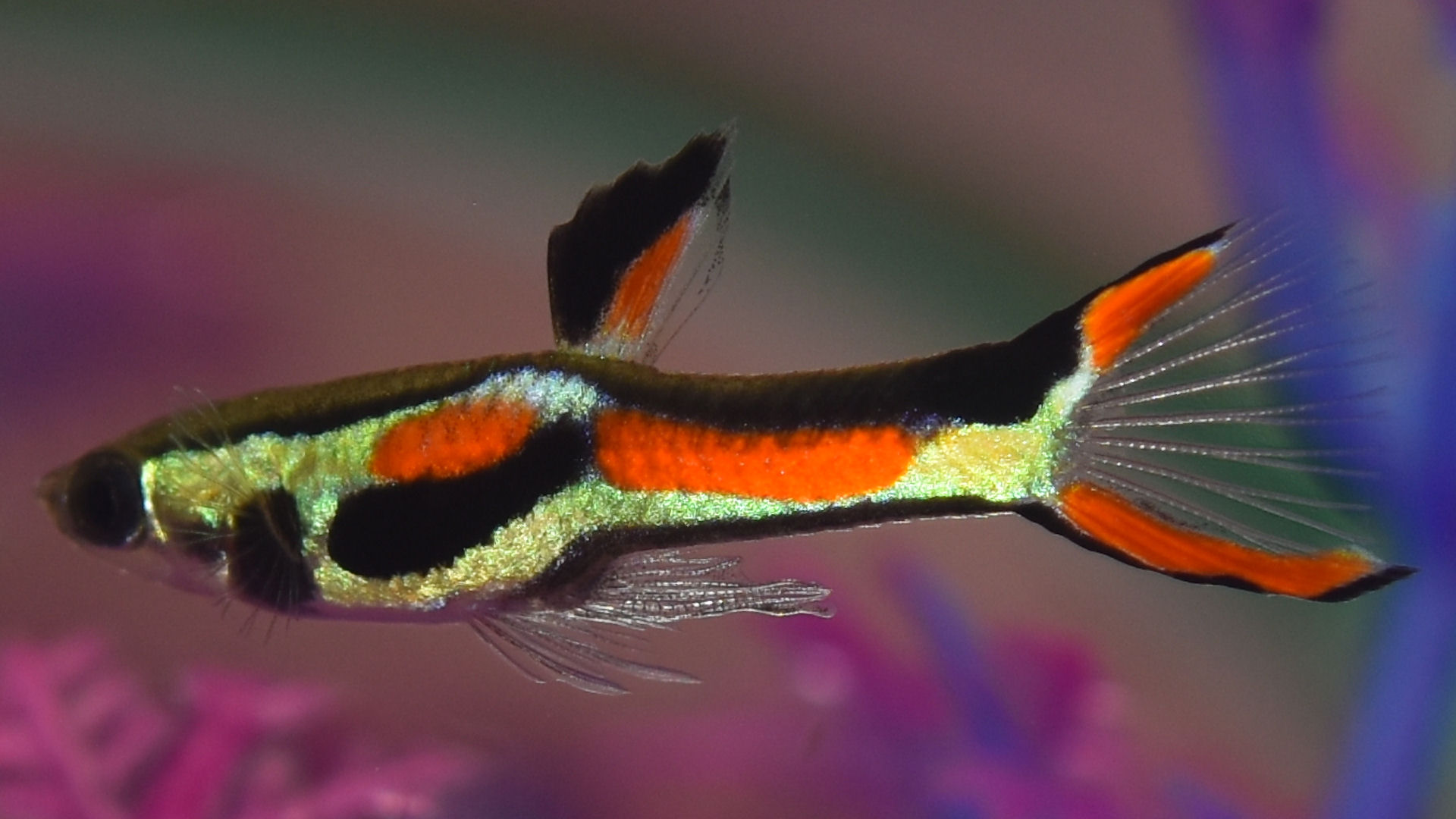
Poecilia wingei, z Laguna Patos, region Cumana, vyšlechtěná Adrianem Hernandezem
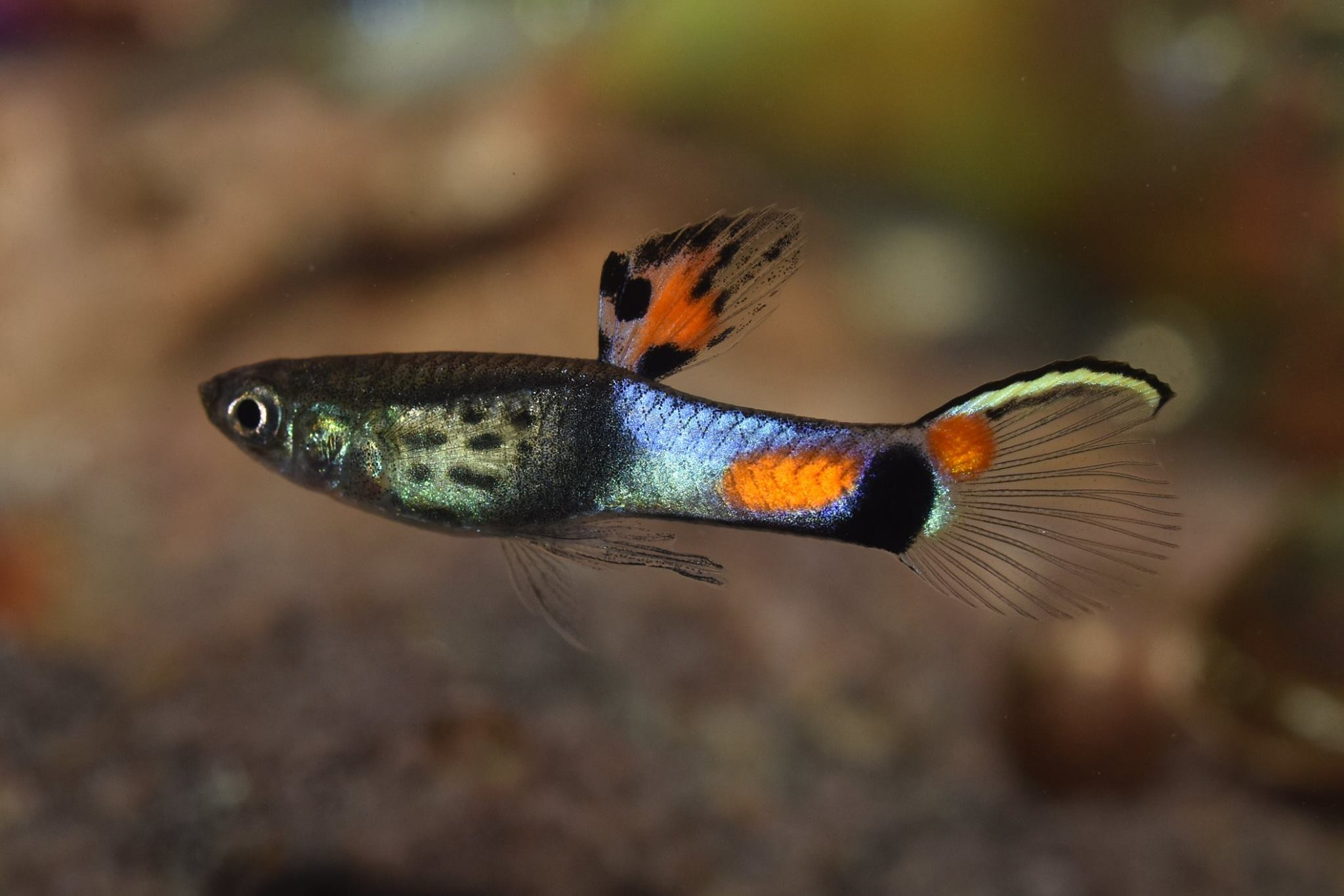
Poecilia wingei, Campoma guppy
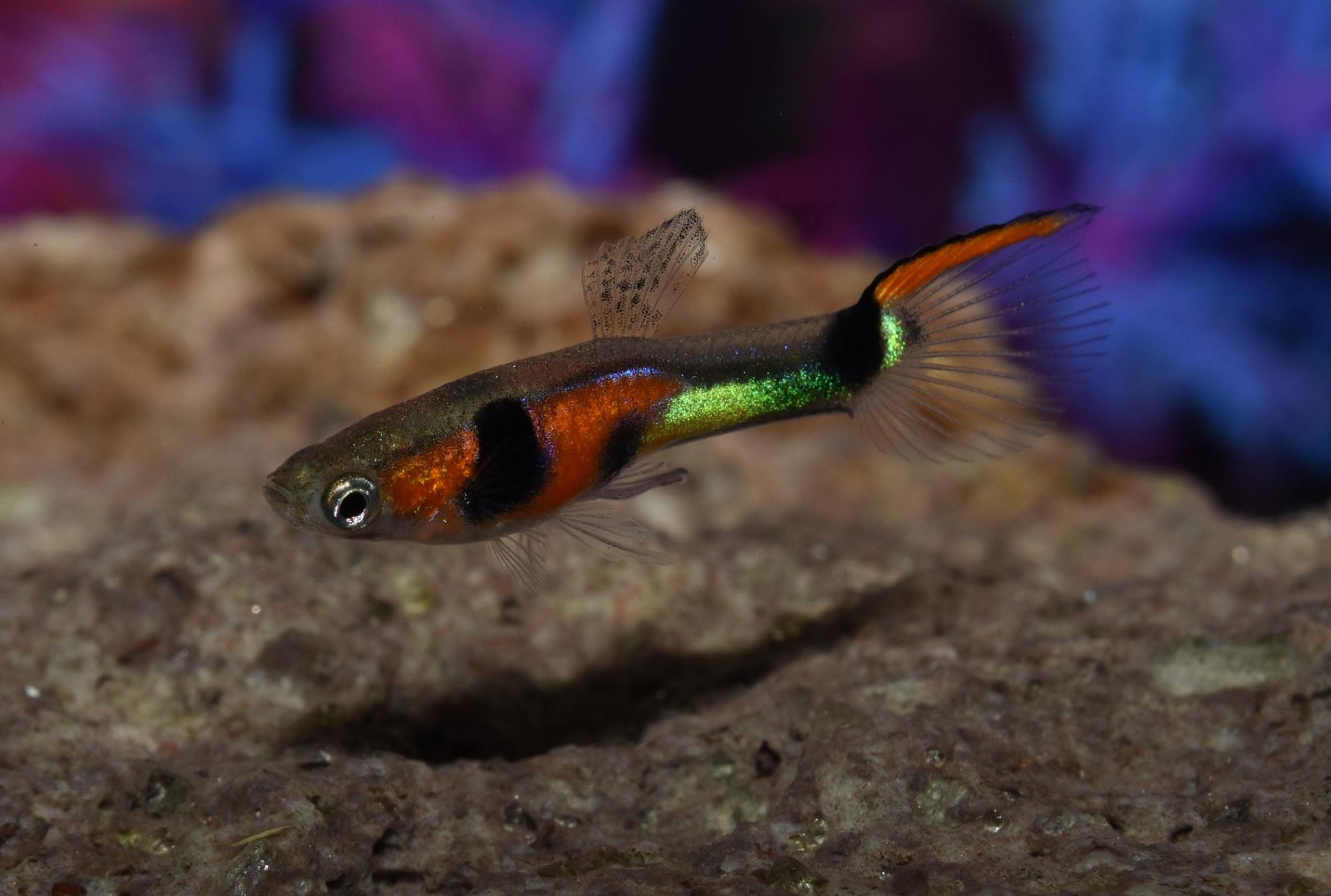
Poecilia wingei, Campoma guppy č. 17
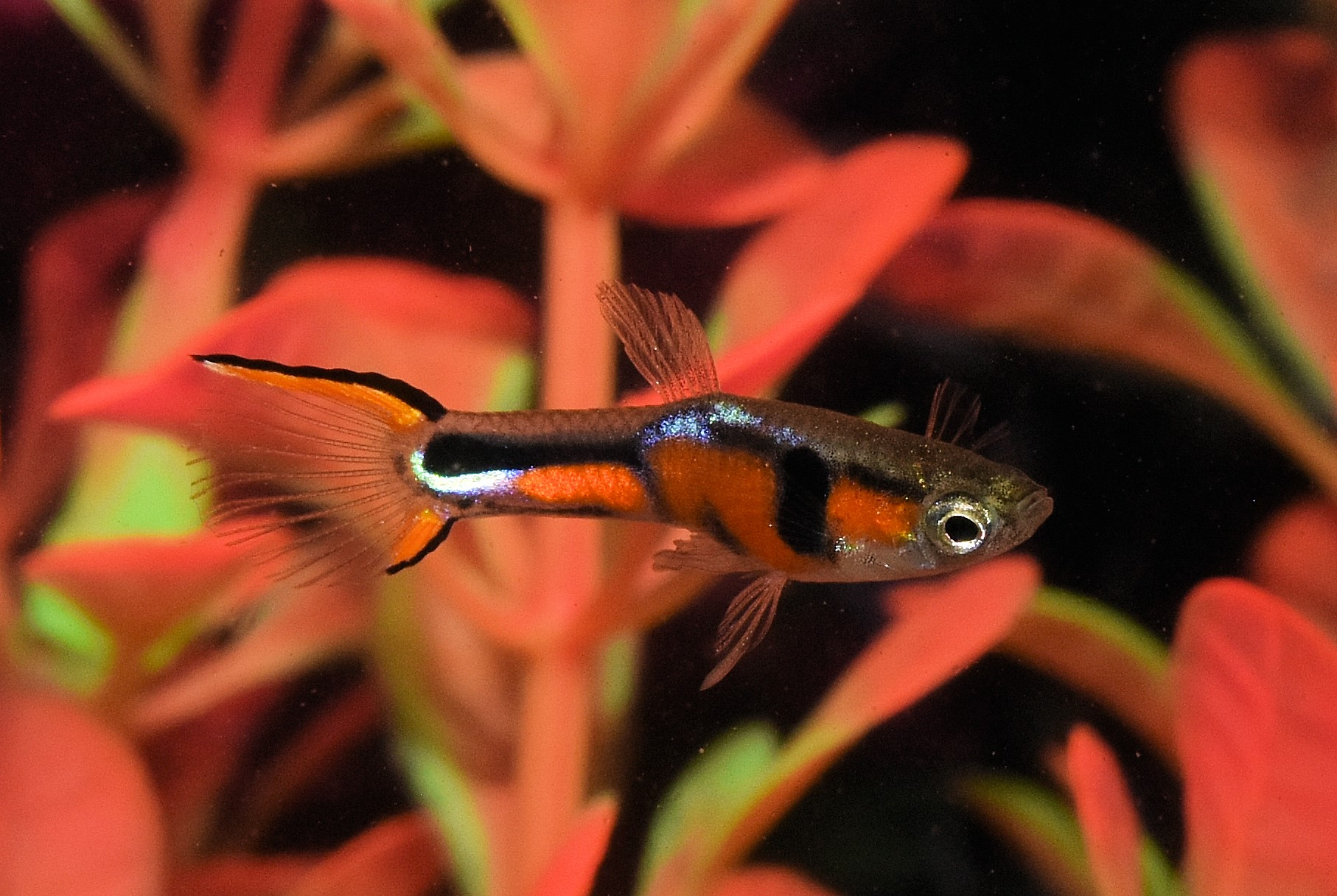
Poecilia wingei, Campoma guppy č. 28
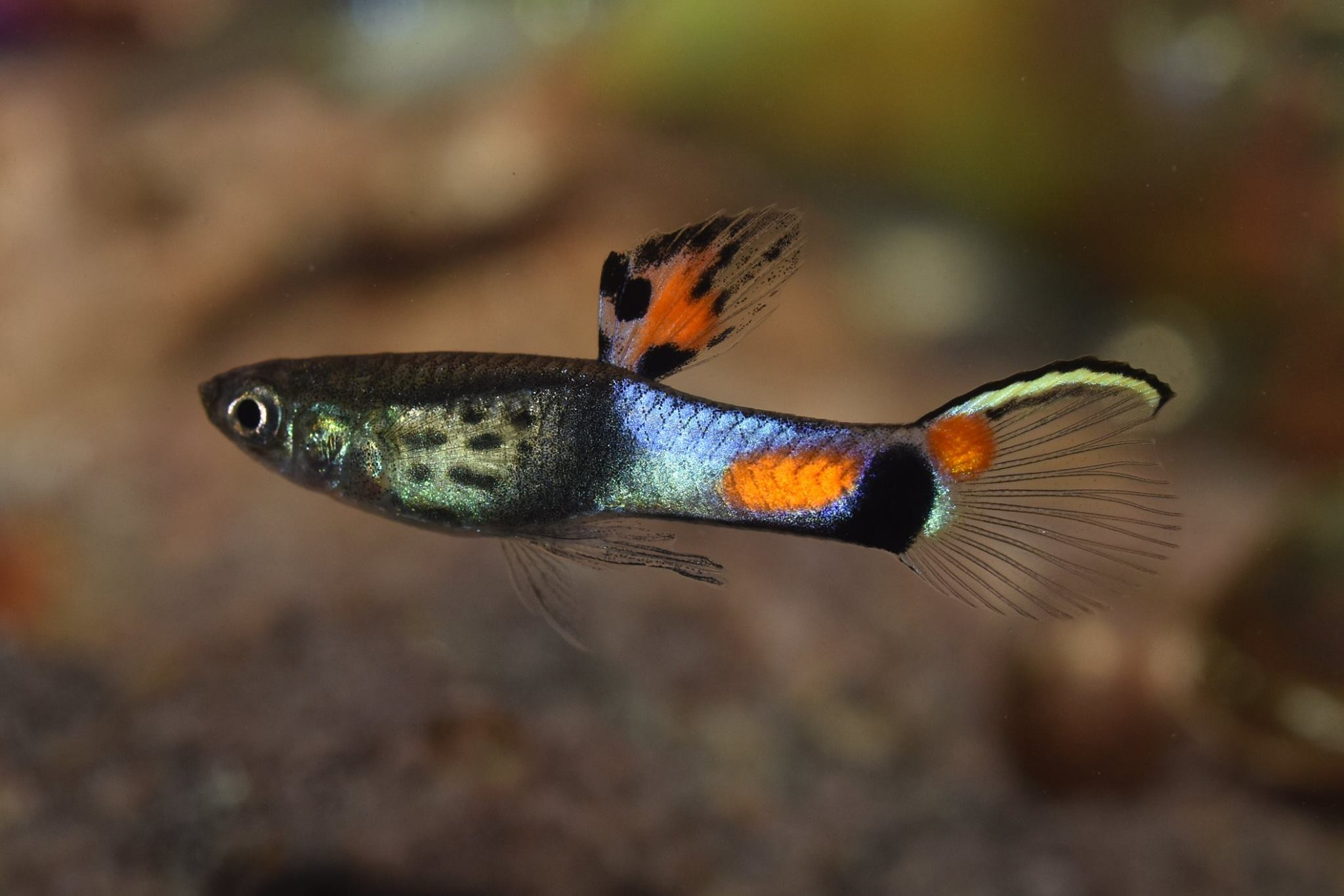
Poecilia wingei, Campoma guppy č. 31
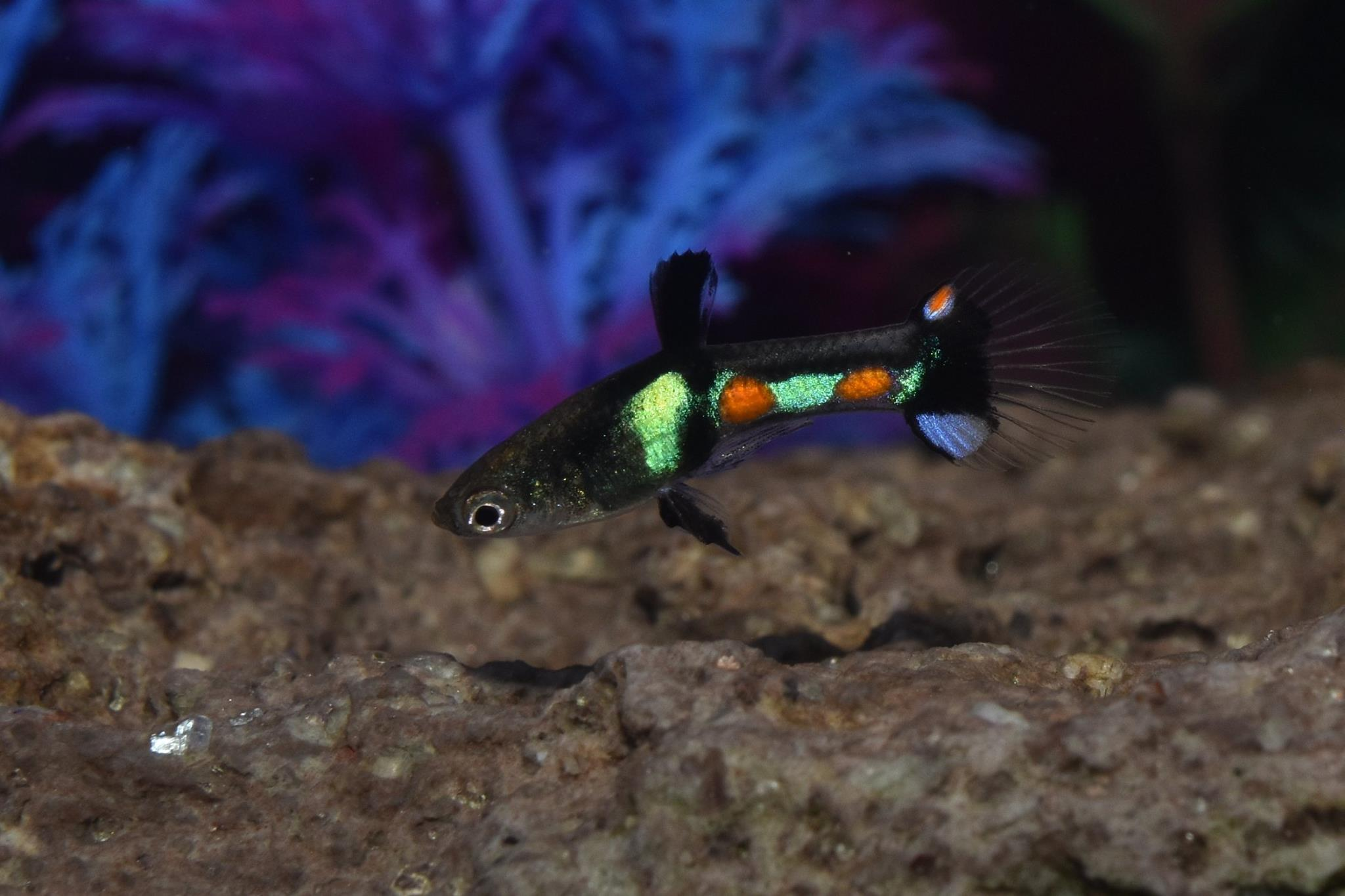
Poecilia wingei, El Tigre